# Neuwiedia elongata
Neuwiedia elongata ist eine Art aus der Gattung Neuwiedia in der Familie der Orchideen (Orchidaceae). Die krautigen Pflanzen stammen aus Borneo.

## Beschreibung
Neuwiedia elongata wird bis zu 80 cm groß. Die Wurzeln haben einen Durchmesser von 4 mm. Die Blätter sind oval bis linealisch, die kleinsten messen 3,5 cm Länge bei 2 cm Breite, sie können bis zu 75 cm lang werden bei 6,5 cm Breite. Es sind 15 bis 42 Blattadern vorhanden, von denen sieben oder neun deutlich hervortreten. Besonders die oberen Blätter sind auf der Blattspreite und am Blattrand behaart. Die meisten Haare sind Drüsenhaare mit einer Länge von bis zu 0,6 mm, daneben kommen auch kleinere, drüsenlose Haare vor.
Der Blütenstand ist eine endständige Traube, er wird 23 bis 27 cm lang und bleibt damit kürzer als die Laubblätter. Blühende Pflanzen wurden im September gefunden. Ein Blütenstand enthält 75 bis 100 dunkelgelbe, bis 42 mm große Blüten. Blütenstandsachse, Tragblätter und Blütenblätter sind drüsig behaart. Die Tragblätter sind oval bis lanzettlich, sie enden lang spitz ausgezogen, ihre Länge beträgt 10 bis 30 mm, die Breite 2 bis 20 mm. Der Blütenstiel ist 6 mm lang bei 1 mm Durchmesser, der ovale Fruchtknoten misst 5 mm Länge bei 3  mm Durchmesser. Die Blütenblätter sind sich alle recht ähnlich, es gibt aber eine ganz leichte Differenzierung zwischen den beiden seitlichen und dem mittleren Blütenblatt eines Kreises. Die Sepalen sind auf der Außenseite behaart, die beiden seitlichen sind lanzettlich geformt, 22 mm lang bei 5 mm Breite. Das dritte Sepal ist lanzettlich bis linealisch und mit 20 × 4 mm etwas kleiner. Die Petalen sind auf der Außenseite mit einem längs verlaufenden Kiel versehen, dieser ist behaart. Die beiden seitlichen sind lanzettlich, oberhalb der Mitte am breitesten, 22 mm lang und 7 mm breit. Das mittlere Petal, die Lippe, ist kaum unterschiedlich, sie ist mit 10 mm etwas breiter als die beiden anderen inneren Blütenblätter. Alle Blütenblätter sind mit einer kleinen, 0,6 bis 1,2 mm langen aufgesetzten Spitze versehen, diese ist bei der Lippe am kleinsten, bei den Sepalen am größten. Die Säule besteht aus drei Staubfäden und dem Griffel, die auf einer Länge von 7 mm am Grund miteinander verwachsen sind. Der freie Teil der Staubfäden ist im Querschnitt abgeflacht, er misst bei den beiden seitlichen Staubfäden 3 mm Länge, beim mittleren Staubblatt 5 mm Länge. Die Staubbeutel sind linealisch, die seitlichen 9 × 1 mm groß, das mittlere 8 × 1 mm groß. Der freie Teil des Griffels misst 8 mm Länge und ist damit kürzer als die Staubblätter. Die Narbe ist undeutlich dreilappig, mit einem Durchmesser von 1 mm ist sie breiter als der Griffel, der einen Durchmesser von 0,4 mm besitzt. Die Frucht ist eine dünnwandige Kapsel, im Querschnitt ist sie rund mit drei längs verlaufenden Rillen. Die Samen bestehen aus einem ovalen Mittelteil und zwei fadenförmigen Anhängseln.

## Vorkommen
Neuwiedia elongata wächst im Osten Borneos. Die Standorte liegen in einer Höhe von etwa 500 m in Agathis-Wäldern. Die Pflanzen wachsen auf staunassen, sauren Sandböden.

## Systematik und botanische Geschichte
Neuwiedia elongata wurde 1969 von Eduard Ferdinand de Vogel erstmals in Blumea; Tijdschrift voor de Systematiek en de Geografie der Planten Band 17, Seite 331 beschrieben. De Vogel vergleicht Neuwiedia elongata mit Neuwiedia singapureana. Von dieser unterscheidet sie sich durch den längeren Blütenstand, die größeren Blüten und die überwiegend drüsigen Haare.